# Neurobasis daviesi
Neurobasis daviesi – gatunek ważki z rodziny świteziankowatych (Calopterygidae).